# PFK Botev Plovdiv
PFK Botev Plovdiv, grundad 11 mars 1912, är en fotbollsklubb i Plovdiv i Bulgarien. Klubben spelar säsongen 2020/2021 i den bulgariska högstadivisionen, Parva liga.
Botev Plovdiv är döpt efter den bulgariske nationalhjälten Christo Botev, som var en ledande figur i det bulgariska upproret mot Osmanska riket på 1800-talet. Klubben blev ligamästare för första gången redan 1929, efter den fjärde nationella ligasäsongen i Bulgarien. Därefter dröjde det till säsongen 1966/1967 innan Botev kunde titulera sig mästare igen, vilket också är den senaste gången. Botev tog sig även till kvartsfinal i Cupvinnarcupen 1962/1963, men blev där utslagen av spanska Atlético Madrid.

## Meriter
- A Grupa (2): 1929, 1966/1967
- Bulgariska cupen (4): 1961/1962, 1980/1981, 2016/2017, 2023/2024
- Bulgariska supercupen (1): 2017

## Placering senaste säsonger
| Säsong  | Nivå | Liga       | Placering | Referens | Notering |
| ------- | ---- | ---------- | --------- | -------- | -------- |
| 2020/21 | 1    | Parva liga | 10        | [ 4 ]    |          |
| 2021/22 | 1    | Parva liga | 3         | [ 5 ]    |          |
| 2022/23 | 1    | Parva liga | 10        | [ 6 ]    |          |
| 2023/24 | 1    | Parva liga | 9         | [ 7 ]    |          |